# Hellmuth Kneser
Hellmuth Kneser   (Tartu, 16 d'abril de 1898 - Tübingen, 23 d'agost de 1973) va ser un matemàtic alemany.

## Vida i Obra
Kneser va néixer a Dorpat (actual Tartu, e Estònia) on el seu pare Adolf era professor universitari de matemàtiques. El seu fill, Martin Kneser, també va arribar a ser un reconegut matemàtic. El 1905 la família es va traslladar a Breslau on el jove Kneser va fer la seva escolarització i els primers dos cursos universitaris (1916-1918) sota la tutela del seu pare i d'Erhard Schmidt. El 1918 va continuar els estudis universitaris a la universitat de Göttingen, en la qual es va doctorar el 1921 amb una tesi dirigida per David Hilbert. Aquest mateix any ja va ser assistent de Richard Courant, amb qui va mantenir un llarga relació d'amistat en la distància, per l'emigració de Courant el 1933.
El 1925 va ser nomenat professor titular de la universitat de Greifswald, de la qual va passar el 1937 a la universitat de Tübingen fins que es va retirar el 1966, quedant-se a viure en aquesta ciutat. Durant el període nazi va ser membre de les SA i del partit nazi, però no sembla haver-se aprofitat de la situació, ja que el 1942 va rebutjar el lloc que li oferien a la universitat de Múnic.
Kneser va ser editor de diverses revistes científiques com Aequationes Mathematicae, Archiv der Mathematik o Mathematische Zeitschrift, va col·laborar amb Wilhelm Süss en la creació i manteniment de l'Institut de Recerca Matemàtica d'Oberwolfach (que va dirigir després de la mort de Süss) i va ser president de la Societat Alemanya de Matemàtics.
Els seus treballs de recerca estan dedicats a problemes de topologia, teoria de funcions, geometria diferencial i àlgebra.